# 佐伯北村
佐伯北村（さえききたそん / さいききたそん）は、岡山県赤磐郡にあった村。現在の赤磐市の一部にあたる。

## 地理
吉井川の中流右岸に位置していた。北境を吉井川支流・高田川が流れる。

## 歴史
- 1889年（明治22年）6月1日、町村制の施行により、磐梨郡稲蒔村、光木村、石村、八島田村、暮田村が合併して村制施行し、佐伯北村が発足[1][2]。旧村名を継承した稲蒔、光木、石、八島田、暮田の5大字を編成[1]。
- 1900年（明治33年）4月1日、郡の統合により赤磐郡に所属[1][2]。
- 1954年（昭和29年）3月1日、赤磐郡周匝村、山方村と合併し、町制施行し吉井町を新設して廃止された[1][2]。合併後、吉井町大字稲蒔・光木・石・八島田・暮田となる[1]。

### 地名の由来
古代佐伯郷の北部に位置することから。

## 産業
- 農業、林業[3]、筆軸[3]